# Aphelandra rubra
Aphelandra rubra är en akantusväxtart som beskrevs av Wasshausen. Aphelandra rubra ingår i släktet Aphelandra och familjen akantusväxter. Inga underarter finns listade i Catalogue of Life.